# Hymedesmia vomerula
Hymedesmia vomerula är en svampdjursart som beskrevs av Topsent 1928. Hymedesmia vomerula ingår i släktet Hymedesmia och familjen Hymedesmiidae. Inga underarter finns listade i Catalogue of Life.